# Jadarska Lešnica
Jadarska Lešnica (en serbe cyrillique : Јадарска Лешница) est une localité de Serbie située sur le territoire de la Ville de Loznica, district de Mačva. Au recensement de 2011, elle comptait 1 937 habitants.
Jadarska Lešnica est officiellement classée parmi les villages de Serbie.

## Démographie

### Évolution historique de la population
| 1948  | 1953  | 1961  | 1971  | 1981  | 1991  | 2002  | 2011  |
| ----- | ----- | ----- | ----- | ----- | ----- | ----- | ----- |
| 1 957 | 2 023 | 2 039 | 2 039 | 2 355 | 2 280 | 2 088 | 1 937 |

|  |